# Ковалец, Сергей Иванович
Серге́й Ива́нович Ковале́ц (укр. Сергій Іванович Ковалець; род. 5 сентября 1968, Чехово, Крымская область) — советский и украинский футболист, полузащитник. Главный тренер клуба «Подолье» (Хмельницкий). Выступал за сборную Украины. Известен по выступлениям за футбольный клуб «Динамо» (Киев), где стал чемпионом СССР и Украины. Обладатель Кубка СССР и Украины. Мастер спорта СССР (1986).
После завершения карьеры игрока стал футбольным тренером. В течение трёх лет был помощником Мирона Маркевича (2005—2008). Руководил молодёжной сборной Украины (2012—2015). В 2019 году признан лучшим тренером года в Первой лиге Украины.

## Биография

### Карьера

#### Клубная карьера
Воспитанник ДЮСШ г. Красилов (Хмельницкая область). Первые тренеры — Виктор Андреевич Безрядин и Яков Давидович Горбачёв. В 1984 году начал играть за взрослую команду «Случ» (Красилов), которая была тогда одной из сильнейших в области. В следующем году приглашён в команду мастеров хмельницкого «Подолья». Тогда по регламенту в команде должен был выступать один игрок в возрасте до 18 лет. На это место взяли Сергея. В 1986 году пошёл в армию. Выступал за армейский коллектив «Звезда» (Бердичев).
Чемпион IX Спартакиады народов СССР 1986.
После окончания срока службы сразу получил предложение от винницкой «Нивы». Но футболист вернулся в родное «Подолье» (Хмельницкий), где начал свою профессиональную карьеру. По итогам сезона вместе с Игорем Ниченко стал лучшим бомбардиром хмельницкой команды (у обоих игроков — по 11 голов) и стал одним из лучших игроков.
В октябре 1989 года игрок подписал контракт с «Динамо» (Киев), туда Сергея пригласил динамовский селекционер Олег Базилевич, где полузащитник сразу стал попадать в основной состав. Участник двух турниров Лиги Чемпионов и четырёх Кубков УЕФА.
В начале 1995 года перешёл в днепропетровский «Днепр». Также выступал за «Черноморец» (Одесса), «Металлург» (Запорожье) и львовские «Карпаты».
За свою карьеру Сергей Ковалец был капитаном «Карпат» и «Динамо». А также провёл 268 игр в Высшей лиге, забил 33 гола. В чемпионате СССР 34 игры, 7 голов.
В 1996 году Сергей Ковалец стал первым игроком чемпионата Украины, подписавшим рекламный контракт с иностранной фирмой — стал лицом компании «Lotto» на Украине. Одним из самых памятных матчей в своей карьере футболист считает поединок группового этапа Лиги чемпионов 1994/95 «Динамо» — «Спартак». Уступая 0:2, киевляне переломили ход поединка и одержали победу 3:2, а решающий, третий мяч забил Сергей Ребров после паса Ковальца.
Завершал карьеру в «Оболони», «Волыни» и «Борисфене». В июне 2005 года Сергей Ковалец провёл в Хмельницком свой прощальный матч, в котором «Динамо» Киев 90-х годов сыграло вничью со сборной клубов Украины 90-х годов (4:4).

#### Карьера в сборной
За сборную Украины сыграл 10 игр.
Дебютировал 29 апреля 1992 года в товарищеском матче со сборной Венгрии (1:3). Это был первый матч в истории сборной Украины. На 71-й минуте матча получил жёлтую карточку.
Свой последний матч за сборную Украины провёл 13 ноября 1994 года против сборной Эстонии (3:0). Это был матч 4-й группы отборочного турнира X чемпионата Европы (1996) — первый официальный матч сборной Украины. На 71-й минуте был заменён Игорем Петровым.
Стал третьим, наряду с Сергеем Беженаром, игроком сборной Украины, достигшим рубежа в 10 игр за национальную сборную. Ранее, в этом же 1994-м году этой отметки достигли Сергей Попов и Юрий Сак.
| Матчи в составе сборной Украины по футболу | Матчи в составе сборной Украины по футболу | Матчи в составе сборной Украины по футболу | Матчи в составе сборной Украины по футболу | Матчи в составе сборной Украины по футболу | Матчи в составе сборной Украины по футболу | Матчи в составе сборной Украины по футболу | Матчи в составе сборной Украины по футболу | Матчи в составе сборной Украины по футболу | Матчи в составе сборной Украины по футболу | Матчи в составе сборной Украины по футболу | Матчи в составе сборной Украины по футболу | Матчи в составе сборной Украины по футболу |
| N                                          | №                                          | Дата                                       | Место                                      | Турнир                                     | Соперник                                   | Счёт                                       | Голы                                       | Минуты                                     | Замены                                     | Наказания                                  | Клуб                                       | Примечание                                 |
| ------------------------------------------ | ------------------------------------------ | ------------------------------------------ | ------------------------------------------ | ------------------------------------------ | ------------------------------------------ | ------------------------------------------ | ------------------------------------------ | ------------------------------------------ | ------------------------------------------ | ------------------------------------------ | ------------------------------------------ | ------------------------------------------ |
| 1                                          | 1                                          | 29.04.1992                                 | Украина, Ужгород, «Авангард»               | Товарищеский матч                          | Венгрия                                    | 1 : 3                                      |                                            | 90                                         |                                            | 71'                                        | «Динамо» (Киев)                            |                                            |
| 2                                          | 2                                          | 27.06.1992                                 | США, Пискатауэй, «Ратгерс Стэдиум»         | Товарищеский матч                          | США                                        | 0 : 0                                      |                                            | 74                                         | 75'                                        |                                            | «Динамо» (Киев)                            |                                            |
| 3                                          | 6                                          | 18.05.1993                                 | Литва, Вильнюс, «Жальгирис»                | Товарищеский матч                          | Литва                                      | 2 : 1                                      |                                            | 29                                         | 72'                                        |                                            | «Динамо» (Киев)                            |                                            |
| 4                                          | 7                                          | 26.06.1993                                 | Хорватия, Загреб, «Максимир»               | Товарищеский матч                          | Хорватия                                   | 1 : 3                                      |                                            | 45                                         | 46'                                        |                                            | «Динамо» (Киев)                            |                                            |
| 5                                          | 12                                         | 25.05.1994                                 | Украина, Киев, «Республиканский»           | Товарищеский матч                          | Беларусь                                   | 3 : 1                                      |                                            | 73                                         | 74'                                        |                                            | «Динамо» (Киев)                            |                                            |
| 6                                          | 13                                         | 03.06.1994                                 | Болгария, София, «Васил Левски»            | Товарищеский матч                          | Болгария                                   | 1 : 1                                      |                                            | 79                                         | 80'                                        |                                            | «Динамо» (Киев)                            |                                            |
| 7                                          | 14                                         | 26.08.1994                                 | Германия, Грассау, «Муниципальный»         | Товарищеский матч                          | ОАЭ                                        | 1 : 1                                      |                                            | 90                                         |                                            |                                            | «Динамо» (Киев)                            |                                            |
| 8                                          | 15                                         | 07.09.1994                                 | Украина, Киев, «Республиканский»           | Отборочный турнир чемпионата Европы 1996   | Литва                                      | 0 : 2                                      |                                            | 83                                         | 8'                                         |                                            | «Динамо» (Киев)                            |                                            |
| 9                                          | 18                                         | 12.10.1994                                 | Украина, Киев, «Республиканский»           | Отборочный турнир чемпионата Европы 1996   | Словения                                   | 0 : 0                                      |                                            | 90                                         |                                            | 73'                                        | «Динамо» (Киев)                            |                                            |
| 10                                         | 19                                         | 13.11.1994                                 | Украина, Киев, «Республиканский»           | Отборочный турнир чемпионата Европы 1996   | Эстония                                    | 3 : 0                                      |                                            | 70                                         | 71'                                        |                                            | «Динамо» (Киев)                            |                                            |
| Итого:                                     | Итого:                                     | Итого:                                     | 10 игр; +3 =4 −3; голы 12:12 (−0)          | 10 игр; +3 =4 −3; голы 12:12 (−0)          | 10 игр; +3 =4 −3; голы 12:12 (−0)          | 10 игр; +3 =4 −3; голы 12:12 (−0)          |                                            | 723 мин.                                   | 723 мин.                                   |                                            |                                            |                                            |

#### Тренерская карьера
С 2005 года работал в тренерском штабе «Металлиста» (Харьков), где помогал Мирону Маркевичу.
В 2008 году был главным тренером футбольного клуба «Львов», который не смог удержать в премьер-лиге и с которым по обоюдному согласию расторг контракт в конце сезона. С лета 2009 года был главным тренером «Александрии», но уже с января 2010 по 31 октября 2011 года — главный тренер «Оболони».
С 20 января 2012 года и до конца сезона работал в Словакии, где возглавлял команду «Татран», и помог команде сохранить прописку в элите. С 24 июля по 31 августа 2012 года занимал должность главного тренера клуба «Металлург» (Запорожье).
26 декабря 2012 года был назначен на пост главного тренера молодёжной сборной Украины, которую возглавлял до декабря 2015 года. В тренерском штабе Ковальцу помогали Олег Ратий, Вячеслав Мавров и Вячеслав Нивинский.
26 августа 2016 года назначен главным тренером футбольного клуба «Тракай» (Литва), который возглавлял до января 2017 года. В октябре того же года украинский специалист во второй раз возглавил клуб из чемпионата Словакии «Татран». С сезона 2018/19 возглавлял клуб первой украинской лиги «Оболонь-Бровар». Покинул команду во время зимнего перерыва сезона 2019/20.

## Личная жизнь

### Семья
Женат с 1992 года. Женился на Анжелике Камышной. Вместе с женой воспитал троих детей: одну неродную дочь Алину (род. 1989), двоих общих детей: дочь Дарью (род. 1998), сына Кирилла (род. 1993).

### Работа эксперта
С весны по лето 2016 года работал экспертом на каналах «Футбол 1» и «Футбол 2».

## Достижения

### В качестве игрока
Динамо (Киев)
- Чемпион СССР: 1990
- Обладатель Кубка СССР: 1990
- Чемпион Украины (2): 1993, 1994
- Обладатель Кубка Украины: 1993
- Серебряный призёр чемпионата Украины: 1992

Днепр (Днепр)
- Бронзовый призёр чемпионата Украины (2): 1995, 1996
- Финалист Кубка Украины: 1995

Карпаты (Львов)
- Бронзовый призёр чемпионата Украины: 1998
- Финалист Кубка Украины: 1999

### В качестве тренера
Тракай
- Серебряный призёр чемпионата Литвы: 2016

Украина (до 21)
- Обладатель Кубка Содружества: 2014
- Финалист Кубка Содружества: 2013